# Yamato Okada
Yamato Okada (japanisch 岡田 大和 Okada Yamato; * 17. Juni 2001 in der Präfektur Shimane) ist ein japanischer Fußballspieler.

## Karriere
Yamato Okada erlernte das Fußballspielen in der Schulmannschaft der Yonago Kita High School sowie in der Universitätsmannschaft der Universität Fukuoka. Seinen ersten Vertrag unterschrieb er am 1. Februar 2024 bei Hokkaido Consadole Sapporo. Der Verein aus Sapporo spielte in der ersten Liga, der J1 League.  Sein Erstligadebüt gab Yamato Okada am 29. Juni 2024 (21. Spieltag) im Heimspiel gegen Albirex Niigata. Bei der 0:1-Heimniederlage wurde er in der 82. Minute für den verletzten Tōya Nakamura eingewechselt. Ende Juli 2024 wechselte er auf Leihbasis zum Zweitligisten Roasso Kumamoto. Hier kam er jedoch nicht zum Einsatz. Nach der Ausleihe kehrte er im Januar 2025 nach Sapporo zurück.